# Лейнер

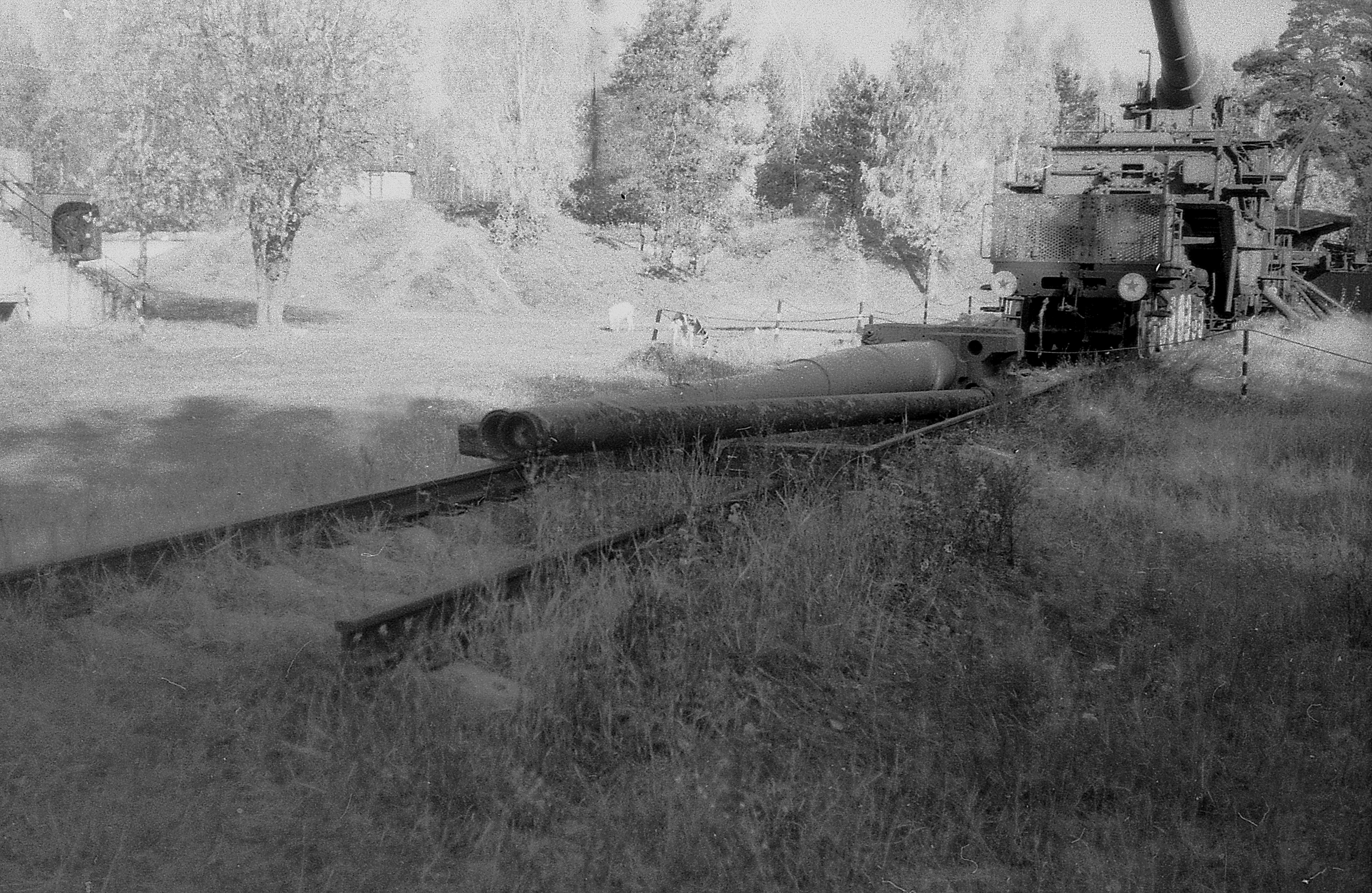
Ствол і лейнер 305 мм гармати

Ле́йнер (від англ. liner — «вкладиш») — змінна частина ствола артилерійської гармати. Являє собою вставну тонкостінну трубу з гвинтовими нарізами, що утворює канал ствола артилерійської гармати і перекривається оболонкою (кожухом) по всій довжині. Застосовується головним чином в гарматах великого калібру (від 12 дюймів) для збільшення живучості їх стволів і компенсації зниження точності стрільби в результаті зносу нарізів в процесі експлуатації. Знос стволів значно зростає зі збільшенням калібру і довжини ствола — на лінкорах останніх серій, що мали гармати калібром 14-16 дюймів і довжину ствола 45-50 калібрів, розсіювання снарядів значно зростало вже через кілька десятків (до ста) пострілів.
У Росії лейнер був вперше застосований в 1874 році за пропозицією директора Обуховського заводу О. О. Колокольцова як засіб підвищення живучості потужних артилерійських гармат.
Спосіб виготовлення стволів з вільним лейнером, а також заміна зношених лейнерів називають лейнеруванням. Різновидом лейнера є ствол з вільною трубою.

## Будова лейнера
Лейнери бувають скріпленими і вільними. Скріплений лейнер вставляється в оболонку з певним натягом, вільний лейнер вставляється з певним зазором. Так як в разі зносу вільний лейнер можна швидко замінити в військових умовах, а скріплений — ні, то практичне застосування знайшов переважно вільний лейнер.
При пострілі під дією високих температур і тисків в каналі ствола зазор між зовнішньою поверхнею вільного лейнера і внутрішньою частиною оболонки, яка перекривається вибирається, тобто оболонка бере участь в опорі тиску порохових газів. Після охолодження ствола зазор відновлюється.
Від зсуву в осьовому напрямку (вперед — назад) лейнер утримує кільцевий уступ (бурт) і нагвинтний казенник (іноді кільце, угвинчене в оболонку), а від обертання всередині оболонки — шпонки, гвинт, планка тощо. Величини зазору в стволах з вільним лейнером рівні: 0,05 — 0,2 мм для гармат середнього калібру і 0,15 — 0,25 мм для гармат великого калібру.
Основні недоліки стволів з вільним лейнером — необхідність використання стволових сталей з дуже високими механічними характеристиками і складність їх виготовлення.